# Octavian Bellu
Octavian Ioan Atanase Bellu (o Belu) (Ploiești, 17 febbraio 1951) è un allenatore di ginnastica artistica rumeno ed ex politico (tra 2005 e 2009).
È, dal 2010, il direttore tecnico della nazionale femminile romena, dopo esserlo stato anche dal 1990 al 2005 (tra 1981 e 1990 come assistente), dopo il passaggio di Béla Károlyi agli USA.

## Carriera sportiva
Allenatore di grande successo, Bellu ha portato la nazionale romena a cinque titoli mondiali e due olimpici, nonché a numerose medaglie d'oro individuali: a partire dal 1990, la Romania è diventata la nazione di maggior successo nella ginnastica artistica femminile.
Ha anche allenato ginnaste di calibro di Lavinia Miloșovici, Andreea Răducan, Monica Roșu, Simona Amânar, Gina Gogean, Cătălina Ponor, Sandra Izbașa e Larisa Iordache.
Sotto la sua guida le sue squadre hanno ottenuto 82 medaglie: 23 mondiali e 59 olimpiche.
Già nel 2007 la World Record Academy aveva riconosciuto Bellu come l'allenatore di maggior successo al mondo, con 16 medaglie d'oro olimpiche e un totale di 279 medaglie tra Europei, Mondiali e Olimpiadi.
A maggio 2009 è stato nominato membro della International Gymnastics Hall of Fame.
Nel 2014, per alcune settimane, si era dimesso dal ruolo di allenatore insieme alla sua assistente Mariana Bitang, sostituiti da Lucian Sandu e Lili Moldovan in occasione dei mondiali di Nanning 2014.

## Carriera politica
A fine gennaio 2005, Bellu e Mariana Bitang rassegnarono le loro dimissioni dalla guida della squadra nazionale a causa di uno scandalo mediatico: i loro nomi venivano collegati a numerose accuse, e la loro vita privata veniva diffusa dalla stampa. I due furono accusati dall'ex ginnasta Oana Petrovschi di maltrattamenti subiti durante gli allenamenti e che Bellu pretendesse il 30% dei suoi guadagni da competizioni e manifestazioni.
Nel 2005 Bellu e Bitang furono assunti come consiglieri del presidente della Romania Traian Băsescu, come Consiglieri di Stato per la promozione dello sport nel Dipartimento per i Rapporti con le Autorità Pubbliche e la Società Civile; Bellu era anche il presidente del Comitato Olimpico e Sportivo Rumeno e il 19 gennaio 2007 fu nominato presidente dell'Agenzia Nazionale per lo Sport (Agenția Națională pentru Sport, ANS), l'organizzazione amministrativa allora alle dipendenze del Ministro della Gioventù e dello Sport.
A luglio 2009 rassegnò le dimissioni, dicendo di non essere in grado di lavorare «in un sistema bloccato e senza futuro».

## Televisione e spettacolo
Octavian Bellu ha partecipato come giudice ad alcune puntate delle prime due stagioni del talent show Dansez pentru tine.

## Onorificenze
- Allenatore emerito - 1987
- Diploma d'Onore e titolo di Entraineur Honoraire della Federazione Internazionale di Ginnastica - 2000